# Orsolya Nagyová
Orsolya Nagyová (* 17. listopadu 1977 Budapešť, Maďarsko) je bývalá maďarská sportovní šermířka, která se specializovala na šerm šavlí. Maďarsko reprezentovala v devadesátých letech a v prvním a druhém desetiletí jednadvacátého století. Na olympijských hrách startovala v roce 2004 a 2008 v soutěži jednotlivkyň. V roce 2009 obsadila třetí místo na mistrovství světa v soutěži jednotlivkyň a v roce 2001, 2002, 2007 obsadila třetí místo na mistrovství Evropy. S maďarským družstvem šavlistek vybojovala v roce 2002 druhé místo na mistrovství světa a Evropy.